# Henry Steele Commager
Henry Steele Commager (* 25. Oktober 1902 in Pittsburgh, Pennsylvania; † 2. März 1998) war ein US-amerikanischer Historiker.

## Leben
Commager studierte an der University of Chicago mit der Promotion 1930. Zu seinen Lehrern dort zählten der Experte für Kolonialgeschichte, Marcus W. Jernegan, und der Spezialist für Verfassungsgeschichte der USA, Andrew C. McLaughlin. Ab 1930 lehrte er an der New York University, ab 1936 an der Columbia University und danach bis zu seiner Emeritierung 1992 am Amherst College.
In The American Mind schildert er die Entwicklung des Liberalismus in den USA von den 1880er Jahren bis in die 1940er Jahre. Auch politisch war er Liberaler: er unterstützte in den 1930er Jahren den New Deal von Franklin D. Roosevelt, war ein Gegner von McCarthy in den 1950ern, unterstützte Adlai Stevenson und John F. Kennedy, setzte sich für die Bürgerrechtsbewegung ein (er unterstützte unter anderem den afroamerikanischen Historiker John Hope Franklin darin, bei der Southern Historical Association vorzutragen) und war später Kritiker des Vietnamkriegs und von Richard Nixon und Ronald Reagan.
Er schrieb einige in den USA verbreitete Geschichtslehrbücher mit Samuel Eliot Morison und seinem Kollegen an der Columbia University Allan Nevins. Weitere Bücher waren Geistesgeschichte des 18. Jahrhunderts (Zeitalter der Aufklärung)  in den USA gewidmet (The Empire of Reason) und er schrieb eine Biographie von Theodore Parker.
Er war Herausgeber der Sammlung Documents of American History, zuerst 1938 und in zehnter Auflage 1988. 1952 wurde er in die American Academy of Arts and Letters gewählt.

## Schriften
- mit Samuel Eliot Morison The Growth of the American Republic, Oxford University Press, 1930, 7. Auflage 1980, überarbeitete und gekürzte Ausgabe 1983 mit William E. Leuchtenburg als A Concise History of the American Republic (dt. Ausgabe u.d.T.: Das Werden der amerikanischen Republik. Geschichte der Vereinigten Staaten von ihren Anfängen bis zur Gegenwart, Deutsche Verlagsanstalt. Zwei Bände, Deutsche Verlagsanstalt 1949/1950).
- Theodore Parker: Yankee Crusader, 1936,  Online
- mit Allan Nevins Readings in American History, 1939
- Majority Rule and Minority Rights, 1943 (dt. Übersetzung u.d.T.: Die Rechte der Minderheit im Rahmen der Mehrheitsgesellschaft, Limes-Verlag 1947)
- The American Mind: An Interpretation of American Thought and Character Since the 1880s, Yale University Press 1950 (dt. Ausgabe u.d.T.: Der Geist Amerikas.  eine Deutung amerikanischen Denkens und Wesens von 1880 bis zur Gegenwart, Europa-Verlag 1952).
- mit Allan Nevins: The pocket history of the United States. Pocket Books 1951 (dt. Ausgabe u.d.T: Kurze Geschichte der Vereinigten Staaten, Rheinische Verlags-Anstalt 1958)
- Freedom, Loyalty, Dissent, 1954, Online
- mit Geoffrey Bruun: Europe and America since 1492. Houghton Mifflin 1954
- Crusaders for freedom. Doubleday 1962
- The nature and the study of history. Merrill 1965
- The Search for a Usable Past and Other Essays in Historiography, 1965
- Freedom and Order: A Commentary on the American Political Scene, 1966
- (Hrsg.): Documents of American History. 9. Aufl. Prentice Hall 1973
- The Defeat of America: War, Presidential Power, and the National Character, 1974
- Jefferson, Nationalism, and the Enlightenment, 1976
- The Empire of Reason: How Europe Imagined and America Realized the Enlightenment, Doubleday 1977
- Commager on Tocqueville, University of Missouri Press, 1993